# گوستاو پریس
گوستاو پریس (آلمانی: Gustave Preiss؛ زادهٔ ۲ ژوئیه ۱۸۸۱ – ۷ ژانویهٔ ۱۹۶۳) فیلم‌بردار اهل سوئیس بود که بیشتر بابت آثارش در جمهوری وایمار شناخته می‌شود.
از فیلم‌های او می‌توان به هلنا و شهر یک هزار خوشی اشاره کرد.